# Wojewódzkie Przedsiębiorstwo Komunikacyjne w Bielsku-Białej
Wojewódzkie Przedsiębiorstwo Komunikacyjne w Bielsku-Białej – jedno z WPK utworzonych w czasach PRL-u (1975–1982). 
Przedsiębiorstwo powstało 1 lipca 1975 roku (miesiąc po wprowadzeniu nowego podziału administracyjnego) z połączenia MPK Bielsko-Biała, MZK Oświęcim i MZK Żywiec oraz nowego zakładu nr 4 w Kętach. Likwidacja nastąpiła na początku 1982 roku, kiedy zakłady w Oświęcimiu i Kętach usamodzielniły się, a zakłady w Bielsku-Białej i Żywcu weszły w skład MPK Bielsko-Biała. Ostateczny podział zakładu bielskiego i żywieckiego nastąpiło w 1990 roku, po wprowadzeniu nowego samorządu terytorialnego.

## Zakład nr 1

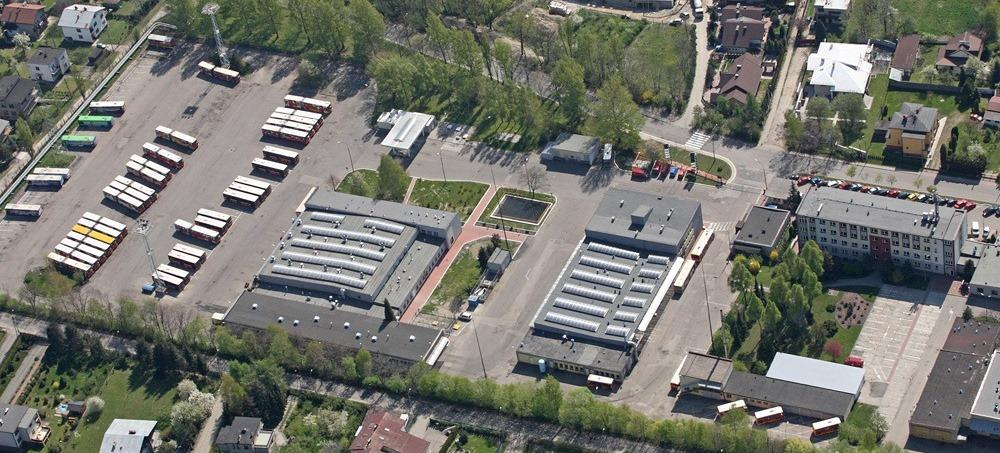
Zajezdnia autobusowa przy ul. Długiej (widok współczesny)

Zakład autobusowy w Bielsku-Białej (kontynuator tradycji MPK Bielsko-Biała, powstałego w 1951 roku), odpowiadał za transport miejski w stolicy województwa, wraz z liniami podmiejskimi, prowadzących do Bystrej Śląskiej, Wilkowic, Jasienicy, Jaworze, Międzyrzecza, Mazańcowic, a później także do położonych w województwie katowickim Czechowic-Dziedzic i Janowic. Większość tych linii rozpoczynały kursy na dworcu WPK przy ul. Warszawskiej (wtedy Armii Czerwonej). W okresie istnienia WPK nastąpił dynamiczny rozwój komunikacji miejskiej w Bielsku-Białej, spowodowany rozrostem terytorialnym miasta i budową dzielnic mieszkaniowych. Siedzibą Zakładu była zajezdnia autobusowa przy ul. Długiej w Olszówce.

## Zakład nr 2
Zakład z siedzibą w Oświęcimiu (ul. Leszczyńskiej) obsługiwał najrozleglejszy obszar ze wszystkich zakładów bielskiego WPK. Autobusy Zakładu kursowały nie tylko na terenie miasta i gminy Oświęcim, ale także do Brzeszcz, Jawiszowic, Przeciszowa, Zatora, Chełmka i Bierunia (wówczas dzielnicy Tychów), Spytkowic a także do Kaniówka, Wilamowic i Starej Wsi, położonych w dzisiejszym powiecie bielskim. Mimo powtarzania się numerów poszczególnych linii z bielskimi, nie dokonano zmiany numeracji (podobnie jak w Żywcu). Złote czasy komunikacji publicznej w Oświęcimiu przypadły na połowę lat 80., kiedy zapewniały transport do wielkich zakładów przemysłowych (Zakłady Chemiczne "Oświęcim" w Oświęcimiu, kopalni Piast (Bieruń) i Brzeszcze).

## Zakład nr 3
Działalność Zakładu nr 3 w Żywcu od początku jego istnienia opierała się na połączeniach miasto-strefa podmiejska. Autobusy WPK kursowały wówczas do Radziechów, Siennej, Łodygowic, Oczkowa i Sporysza (dziś dzielnice miasta), a także do Świnnej i Trzebini. Podobnie jak dziś, niemal wszystkie linie Zakładu prowadziły przez rynek - centralny punkt miasta. Po 1982 zakład żywiecki stał się Zakładem nr 2 MPK Bielsko-Biała, by osiem lat później powrócić do samodzielności. Siedziba MZK Żywiec znajduje się przy al. Wolności, koło wjazdu na "nowy most" na Sole.

## Zakład nr 4
Kęcki zakład WPK powstał w celu zapewnienia dogodnej komunikacji przede wszystkim w samych Kętach, jak i w sąsiednim Andrychowie. W zasadzie były to dwie sieci autobusowe, których jedynym punktem wspólnym były położone między oboma miastami Bulowice. Linie o numeracji 52-63 obsługiwały teren dzisiejszej gminy Kęty, docierając prawie do wszystkich wsi wchodzących w jej skład, a także do Pisarzowic, Kobiernic i Czańca. Wszystkie linie stykały się na kęckim rynku i przy miejskiej stacji kolejowej. Linie 64-68 stanowiły połączenie Andrychowa z sąsiednimi miejscowościami (Bulowice, Roczyny, Rzyki, Sułkowice, Zagórnik). Wszystkie te linie kończyły swoje kursy na andrychowskim osiedlu Lenartowicza. Obecnie opisany rejon obsługuje MZK Kęty, spółka samorządów Kęt, Andrychowa i Porąbki z siedzibą na ul. Błonie w Kętach.